# Amegilla brookiae
Amegilla brookiae är en biart som först beskrevs av Charles Thomas Bingham 1890.  Amegilla brookiae ingår i släktet Amegilla och familjen långtungebin. Inga underarter finns listade i Catalogue of Life.